# Glossopetalon pungens
Glossopetalon pungens là một loài thực vật có hoa trong họ Crossosomataceae. Loài này được Brandegee miêu tả khoa học đầu tiên năm 1899.